# Камйонка (Ґостинінський повіт)
Камйонка (пол. Kamionka) — село в Польщі, у гміні Пацина Ґостинінського повіту Мазовецького воєводства.
У 1975-1998 роках село належало до Плоцького воєводства.